# بكري أبو الهدى حلاق
بكري أبو الهدى حلاق ولد في (10/1/1970) في مدينة حلب ودرس في المدرسة الشعبانية، ثم في كلية الدعوة والإرشاد - دمشق، وكلية الدراسات الإسلامية واللغة العربية في جامعة الأزهر - القاهرة، ودراسات عليا في كلية الإمام الأوزاعي في بيروت، وعمل بالإمامة والخطابة والمحاضرات والتدريس في الكثير من مساجد مدينة حلب الشهباء ومن أشهرها المسجد الأموي الكبير وجامع الشيخ محمد الشامي، وله العديد من البرامج التلفزيونية.

## مولده ونشأته
ولد في مدينة حلب الشهباء في 3/ ذي القعدة /1389 هـ الموافق 10/1/1970م وعاش تحت كنف والديه مع إخوته، ونشأ نشأة إسلامية منذ نعومة أظفاره، إلى أن أتم الابتدائية بتفوق، مما جعل ذلك يشجعه على دراسة العلم الشرعي، حينما كان يرتاد دروس العلم عند شيخه الشيخ محمد منصور (الحجار) فلما وجد فيه الشيخ الحب للعلم أرسله إلى مدرسة الشعبانية ليكون واحداً من تلاميذ الشيخ عبد الله سراج الدين _ _ فدَرَسَ فيها العلوم التالية:
التفسير، والحديث، والأصول، والفقه، والفرائض، والمصطلح، والسيرة النبوية، والتاريخ، والمنطق، والأخلاق، والنحو، والبلاغة، والصرف، والأدب، والتجويد، وعلم الكلام، والرياضيات، والجغرافيا.

## ما حفظ من المتون
إن طبيعة تكوين الطالب في مراكز العلم الشرعي تهتم عادة بتلقين الطالب عدداً من المتون ومن المتون التي حفظها:
- المنظومة البيقونية في المصطلح
- متن الرحبية في علم الفرائض
- جوهرة التوحيد في العقيدة
- متن نور الإيضاح في الفقه الحنفي
- ومتن الآجرُّومية وألفية ابن مالك في علم النحو والصرف.

إلى أن تخرج من المدرسة الشعبانية عام (1408) هـ الموافق (1988) مـ بتفوق ثم التحق بكلية الدعوة الإسلامية في دمشق ثم بجامعة الأزهر الشريف في القاهرة ثم التحق بعد ذلك بكلية الإمام الأوزاعي في بيروت ليكمل الدراسات العليا، وكان عمله الأساسي هو الدعوة إلى الله تعالى.

## شيوخه
- الشيخ محمد منصور الحجار (حلب)
- الشيخ عبد الله سراج الدين الحسيني (حلب)
- الشيخ زين العابدين جذبة (حلب)
- الشيخ أحمد مهدي خضر (حلب)
- الشيخ عبد الحميد كشك (مصر)
- الشيخ محمد سكر (دمشق)

	وتعرف بعدها على بعض الشيوخ الأفاضل وجرت معهم زيارات من قبله، وبعضهم جرى بينه وبينهم اتّصالات من أمثال: الشيخ المحدث عدنان الغشيم، والشيخ محمد الحجار نزيل المدينة المنوّرة، والشيخ المعمّر محمد درويش الخطيب كما أجازه هذا الأخير بجميع ما تجوز له روايته وبالأخص بحديث المسلسل بالأولية والمسلسل بالمصافحة والمسلسل بالمحبّة بشروطهما، والشيخ محمد عبد الله أبو الفتح البيانوني.

## حياته الداخلية

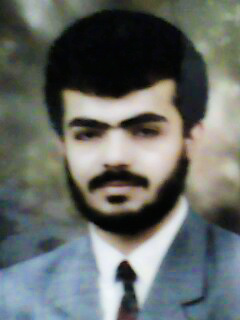
صورة قديمة

وفي السادس والعشرين من شهر محرم لعام /1415/ هـ الموافق (1994) مـ. أكمل شطر دينه وتزوج طالبة علم شرعي من عائلة كريمة من أهالي مدينة حلب وأنجبت له ثلاثاً من الإناث: إيمان، غفران، فاطمة الزهراء واثنان من الذكور: أحمد حسام الدين، محمد نور.

## الشهادات الحائز عليها
حفظ القرآن الكريم وله ختمة كاملة بصوته.	
1. حصل على شهادة الثانوية الشرعية من مدرسة الشعبانية في حلب عام (1408) هـ
2. حصل على شهادة في تجويد القرآن الكريم من كلية الدعوة الليبية فرع دمشق عام (1409) هـ
3. حصل على شهادة في تجويد القرآن الكريم من المستشارية الثقافية الإيرانية في دمشق عام (1409) هـ
4. حصل على شهادة الليسانس من كلية الدعوة الإسلامية فرع دمشق عام (1412) هـ
5. حصل على شهادة الليسانس من كلية الدراسات الإسلامية واللغة العربية من جامـعـة الأزهر عام (1414) هـ
6. حصل على شهادة المحاسبة ومسك دفاتر التجار فرع دمشق عام (1410) هـ
7. حصل على شهادة الضرب على الآلة الكاتبة باللغتين العربية والإنكـليزية فرع دمشق عـام (1409) هـ
8. حصل على شهادة التحكيم التجاري المحلي والدولي من حلب
9. حصل على شهادة من معهد دبي القضائي في الشروط المترتبة بعقد النكاح والآثار المترتبة عليها
10. حصل على إجازة عامة من جامعة لاهاي للعلوم التطبيقية عام (1437) هـ
11. أنهى مرحلة الدبلوم في كلية الإمام الأوزاعي في بيروت
12. أنهى مرحلة الماجستير في جامعة لاهاي للعلوم التطبيقية.
13. حصل على شهادة الدكتوراه في دراسات إسلامية وعلوم القرآن من جامعة لاهاي للعلوم التطبيقية.

## صعوده المنابر
أول مرة صعد فيها المنبر عام / 1403 /هـ حيث كان طالباً في الصف الثامن الإعدادي وهو لم يتجاوز الثالثة عشر من عمره في جامع (المنصورة) لمدة سنة كاملة.
ثم عين خطيباً رسمياً في جامع الدالاتي لمدة ثلاث سنوات، ثم حج حجته الأولى في عـام /1407/هـ، ثم توقف عن الخطابة لفترة من الزمن للسفر من أجل الدراسة.
ثم عين بعد ذلك في جامع الإسراء في عام /1414/ هـ لمدة ثلاث سنوات 
ثم عين بعد ذلك في جامع عبد المجيد المصري لمدة سنتان _ خطابة فقط _.
ثم عين بعد ذلك في جامع الغفران _ حلب الجديدة _ (خطابة فقط) لمدة سنـتان ونصف.
ثم حج حجته الثانية في عام /1420/ هـ.
ثم عين في عام /1420/ هـ في جامع عبد المجيد المصري إماماً ومحاضرا فقط لمدة ثلاث سنوات تقريباً وخلال إمامته في هذا المسجد حج حجته الثالثة عام /1422/هـ.
ثم سافر إلى السعودية بقصد العمرة وكان هذا عام /1423/هـ.
ثم عين بعد ذلك في جامع العلامة الشهيد الشيخ محمد الشامي في عام /1424/هـ.
ثم عين مدرساً ومحاضراً في الجامع الأموي الكبير في حلب في كل يوم سبت بعد صلاة الظهر لطلاب العلم وبعد صلاة العصر لعامة الناس.

## قيامه بالتدريس

### في المدارس
- درّس مادة التربية الدينية في ثانويات دمشق للمرحلة الإعدادية والثانوية _ ظل يدرس طوال سنوات ثلاث هي عام/1409/ هـ وعام /1410/هـ وعام /1411/هـ.
- درّس مادة اللغة العربية في الثانوية الشرعية بحلب ومادة التفسير والتلاوة والتجويد.

### في المساجد

#### الدروس الأسبوعية
- درس يومي بعد صلاة الفجر بعنوان " هديّة الصّباح " وقد أنهى فيه كتابي الأذكار ورياض الصالحين وكلاهما للإمام النووي، ويشرح أسبوعا ًمن كتاب " الكلمة الطيبة للكاندهلوي والأسبوع الآخر كتاب " التذكرة " للإمام القرطبي وهكذا أسبوعا أسبوعا، وعندما كان يقرأ كتاب الأذكار ورياض الصالحين كان يقرأ الحديث ثم يشرحه، في كل يومٍ حديثان إلى الأربع، وبعدها أذكار الصباح.
- يوم السبت بعد صلاة الظهر في جامع العلامة الشهيد الشيخ محمّد الشامي في الفقه الحنفي يشرح فيه كتاب (اللباب في شرح الكتاب) في الفقه الحنفي، وبعد الدرس يجيب عن أسئلة السائلين.
- يوم الأحد بين المغرب والعشاء في جامع الشيخ محمد الشامي في جمعية الزهراء درس في تزكية النفوس وقد شرح فيه عدة كتب وحتى وصل لكتاب (موعظة المؤمنين) للعلامة القاسمي، وقبل أذان العشاء بربع ساعة أو ما يقاربها يبدأ بالقراءة من كتاب الهديّة العلائية لمؤلفه الإمام علاء الدين بن عابدين من فصل «الحظر والإباحة»، وبعدها يجيب عن أسئلة السائلين.
- يوم الأربعاء بين المغرب والعشاء في جامع عبد المجيد المصري في حي كرم الجبل درس في أحوال الدار الآخرة يشرح فيه كتاب التذكرة للإمام القرطبي، وبعد الدرس يجيب عن أسئلة السائلين.
- بعد صلاة الجمعة من كل أسبوع درس بعنوان: (بين السائل والمجيب) يجيب فيه على أسئلة المسلمين من كافة أنحاء المدينة يحضرون درسه لسؤاله.

#### الدروس الشهرية
- في أول أسبوع من كل شهرٍ هجري يقوم بعد صلاة العشاء بصلاة قيام الليل وبعدها يلقي درساً من كتاب (حياة الصحابة) للعلامة الكاندهلوي وبعدها يصل الجميع على النبي صلى الله عليه وسلم مائة مرّة وبعدها يوزّع ختمات من القرآن على الحضور كل واحد جزءٌ أو أكثر وبعد أن ينتهي الجميع من القراءة يخـتمون القرآن ويدعون دعاء ختمه ثم يختم المجلس بالدعاء.

#### الدروس السنوية
- وفي كل سنة من شهر رمضان المبارك له درسٌ بعد صلاة الفجر وقد أنهى فيه عدّة كتب وبعدها يجيب عن أسئلة السائلين.

بالإضافة إلى هذا له العديد من المحاضرات والدروس المسجلة على أشرطة الكاسيت وأقراص ليزرية، وختمة عطرة من القرآن الكريم.

## برامج تلفزيونية
- في رمضان عام 1428 هـ ظهر له أوّل برنامج على القناة السورية الأولى بعنوان:

" قصص من القرآن" كما نشر على قناة الإيمان اليمنية وقناة الصوفية وقناة حلب اليوم.
- و برنامج بعنوان: "العشرة المبشرون بالجنة " عرض على قناة الصوفية وقناة حلب اليوم.[1]
- و برنامج رحلة مكة والمدينة.[1]
- و برنامج من القلب إلى القلب.[1]
- و لقاء الأحبة.[1]
- و من ليالي رمضان[1]
- و برنامج نسيم السحر[1]
- و معجزة الإسراء والمعراج.[1]

## برامج إذاعية
كان الشيخ بكري أبو الهدى حلاق يظهر على بعض الإذاعات العربية والخليجية مثل إذاعة أم القيوين حيث اجري معه لقاء على الهواء مباشرة.

## مؤلفاته
- كتاب الأمر بالمعروف والنهي عن المنكر
- كتاب المنافقون وخطرهم على الإسلام
- كتاب الأحرف السبع والقراءات السبع وجه الحق فيها
- كتاب رحلة مكة والمدينة
- كتاب الرقية الشرعية
- كتاب من أذكار الصباح والمساء
- كتاب مفهوم الولاء في القرآن الكريم
- كتاب يوم وليلة مع سيدنا رسول الله (صلى الله عليه وسلم)
- كتاب الدر المنثور في الرد على الشحرور (معد للطبع)

•	كتب نبذة عن حياة سيدنا عمر بن عبد العزيز وهي مازالت مسطرة عند قبره إلى اليوم.
•	كما كان يكتب لصحيفة الجماهير السورية في كل يوم خميس.
•	كما يقوم بإصدار مطويّات في شتى المجالات وتوزّع شبه شهرياً وقد صدر منها في هذه المواضيع: 
الوضوء، الصيام، والرقية الشرعية، والأضحية، ومن آداب المسجد، وعيد الحب، ونشرة تعريفية عن سيدنا رسول الله وهي تعريفٌ عام به وبأولاده وبأمهات المؤمنين وصفاته وأخلاقه وقد طبعت طبعتين الأولى 5000 نسخة ونفدت بأقل من أسبوعين فطبع الطبعة الثانية منها ما يزيد على 20000 عشرين ألف نسخة ونشرت أيضاً على أقراص ليزرية بالصوت والصورة مقروءةً بصوته وكل هذا يوزّع بالمجان.

## مواقف سياسية
لم يكن الشيخ بكري حلاق يتهاون في قول الحق مهما كانت نتيجته وكان لا يخاف في الله لومة لائم من بداية صعوده المنابر مما جعله عرضة للاعتقال والتحقيق معه في الكثير من الأحيان.

### موقفه من قيام الثورة السورية
وفي يوم الأربعاء، 06 نيسان، 2011 تم لقاء علماء حلب الشهباء مع الرئيس السوري بشار الأسد وذلك في القصر الجمهوري بدمشق تمام الساعة 12.30 ظهراً بحضور وفد من كبار علماء حلب وكان منهم الشيخ بكري حلاق حيث بحثوا مع الرئيس بشار الأسد حزمة الإصلاحات التي ينتظرها الشعب السوري وعلى رأسها رفع حالة الطوارئ والإفراج عن المعتقلين وحرية تشكيل الأحزاب وغيرها من الإصلاحات مثل:
1. رفع قانون الطوارئ ورفع وصاية أجهزة الأمن وتحويل القضايا إلى القانون والقضاء المدني.[3]
2. عودة المحامين والقضاة المفصولين إلى مناصبهم ومحاسبة المسؤولين[3]
3. معالجة قضية السجناء السياسيين ومعالجة مشروع قرار العفو عنهم.[3]
4. فتح المجال لتشكيل الأحزاب واستيعاب نشاطاتهم.[3]
5. التأكيد على أن الصلاة مسموح بها في القطع العسكرية والدوائر الحكومية وليست ممنوعة.[3]
6. عودة المنقبات إلى عملهن واستيعاب أن فكرة النقاب ليست ظاهرة سلفية.[3]
7. تسهيل الحصول على تأجيل خدمة العلم لطلب العلم الشرعي.[3]
8. إمكانية افتتاح فروع لمعهد الشام العالي في بقية المحافظات السورية.[3]
9. التأكيد على أن الوسيلة الأفضل استيعاب الطاقات والقضاء على البطالة.[3]
10. السماح لجماعة الدعوة بمارسة نشاطاتهم الدعوية بنطاق واسع وخاصة في السجون والمناطق النائية.[3]
11. إطلاق مشروع قناة إسلامية سورية.[3]
12. توسيع قانون الإعلام ليشمل استيعاب مشاكل وحاجات الناس من كل فئات الشعب.[3]
13. معالجة قضية الأخذ بجريمة الغير ولا تزر وازرة وزر أخرى[3]
14. رأي الرئيس لمستقبل سورية التفاؤل وليس التشاؤم كالفرق بين التوكل والتواكل.[3]
15. التأكيد على التعاون الكامل المؤسساتي لإصلاح المجتمع.[3]
16. محاربة الفساد المتفشي في المجتمع على جميع الأصعدة.[3]
17. السماح لمشاريع الجمعيات الخيرية

ولكن عدم العمل بالاصلاحات وانتشار القتل جعل الشيخ بكري حلاق يتحدث في خطبه عن حرمة النفس وحرمة بيوت الله ويتوعد من ينتهكها (الأمن والجيش والشبيحة) بعذاب الله وانتقامه وكان يطلب من الناس إحياء ضميرهم الذي طالما كان ميتا وكان في كل يوم جمعة وبعد الخطبة يصلي صلاة الغائب على شهداء سورية ما جعله عرضة للسؤال والتحقيق من قبل الأمن فقد اعتقل أكثر من مرتين بسبب وقوفه مع المظلومين ودعوته على الظالمين.
ولقد اعتقل الشيخ بكري حلاق يوم الأربعاء 3/8/2011م ثالث يوم من رمضان وذلك بعد صلاة التراويح وبعد درسه الذي تحدث في أثنائه عن الشبيحة الذين يقتلون الناس وعن خطرهم كما كذب رواية العصابات المسلحة وحمل الأمن والجيش كامل المسؤولية وحذر الشبيحة وقال لهم بأن من سيقتلكم هو نفسه من كلفكم بقتل المتظاهرين وبشر الناس بأن من يكتب التقارير (المخابرات الموجودة في المساجد) ستقطع أيديهم بإذن الله وقد دفع اعتقاله لقيام مظاهرة طالبت بالإفراج عنه وهتفت لحماة بتاريخ4/8/2011م على يوتيوب.
هذا وقد كان قوله للحق قد عرضه لمحاولات اغتيال وعرض ابنته لمحاولة خطف من مدرستها من قبل الشبيحة كما وقد كان مراقبا وملاحقا ومهددا بالقتل بسبب مواقفه وقوله للحق.
لقد كانت كلماته سببا لتوقفه عن الخطبة بتاريخ 2011/12/14م فقامت مظاهرة تطالب بعودة الشيخ بكري لكن ضغط مايسمى بالشبيحة عليه كان سببا في دفعه لمغادرة وطنه بتاريخ 2011/12/18م تاركا أهله وأحبته وهذا ثمن كلمته ومناصرته للمظلومين.
وعندما أدرك الشبيحة عدم استطاعتهم النيل منه قرروا إيذاء أهله فقاموا بتاريخ 2012/1/1م بمهاجمة منزل والديه بعد خروج والده لآداء صلاة العصر فاعتدوا على والدته الفائق عمرها 70 عاما والتي تعاني من أمراض عدة وقاموا بأخذ مصاغها وجرحها من عنقها ثم تركوها.

## مهامه العملية
- يعمل مديراً ومشرفاً في معهد (تحفيظ القرآن الكريم وتعليم أمور الدين) ومقر المعهد في جامع الشامي بحلب.
- يعمل مشرفاً على حلقات تعليم القرآن الكريم تلاوة في جامع الشامي يوم الجمعة بين المغرب والعشاء، وحلقات محو الأمية يوم السبت قبل أذان الظهر ويوم الثلاثاء.

## وصلات خارجية
- الحساب الرسمي على فيس بوك  على فيسبوك.
- الرسمية على فيس بوك بكري أبو الهدى حلاق  على فيسبوك.
- الحساب الرسمي على تويتر
- القناة الرسمية على يوتيوب